# Hiermont
Hiermont is een gemeente in het Franse departement Somme (regio Hauts-de-France). De gemeente telt 167 inwoners (1999) en maakt deel uit van het arrondissement Abbeville.

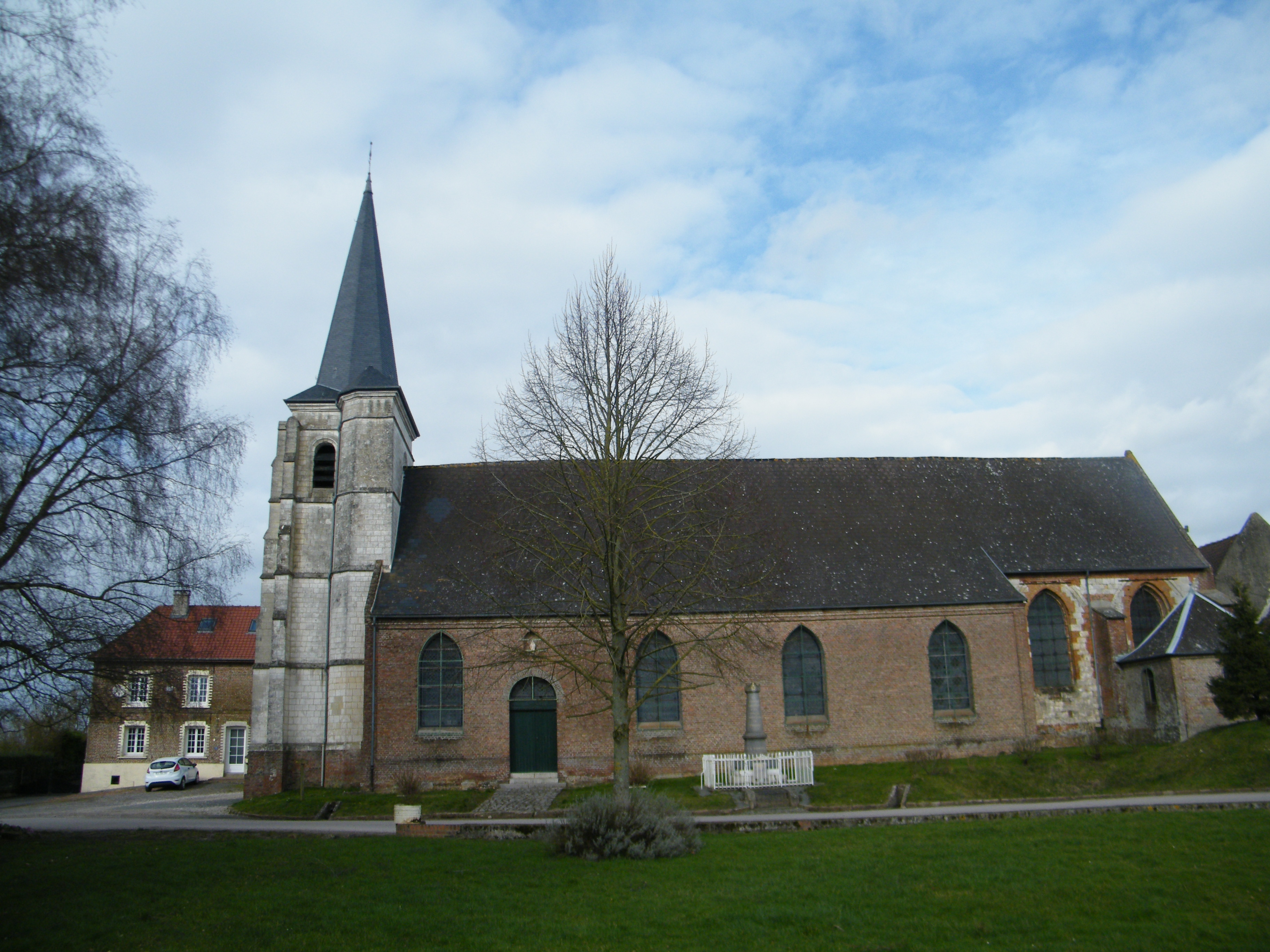
Église Saint-Jean-Baptiste

## Geografie
De oppervlakte van Hiermont bedraagt 5,0 km², de bevolkingsdichtheid is 33,4 inwoners per km².
De onderstaande kaart toont de ligging van Hiermont met de belangrijkste infrastructuur en aangrenzende gemeenten.

## Bezienswaardigheden
- De Église Saint-Jean-Baptiste

## Demografie
Onderstaande figuur toont het verloop van het inwonertal (bron: INSEE-tellingen).